# Decreto de colectivizaciones de las empresas industriales y comerciales

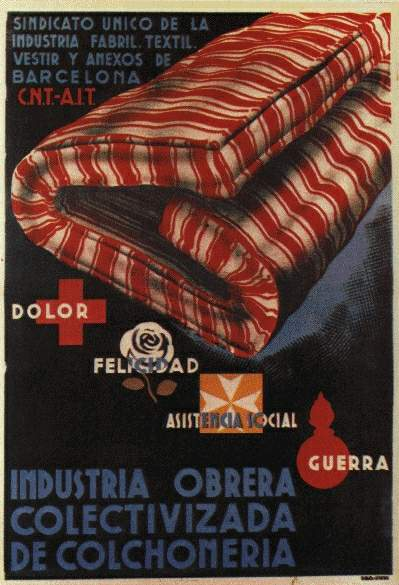
Cartel de la colectivización en el sector textil.

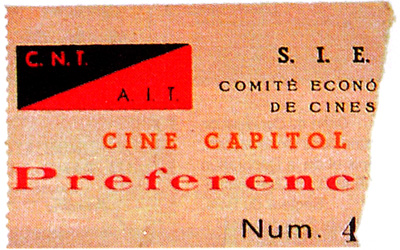
Ticket de entrada a un cine controlado por la CNT-FAI.

El protagonismo de las organizaciones obreras en la derrota de las aspiraciones militares, hará que a partir de julio de 1936 se lleve a cabo una profunda transformación social y económica liderada por trabajadores y campesinos de las respectivas fábricas y campos de cultivo. Estas organizaciones tendrán el poder que los órganos institucionales perdieron con el levantamiento del ejército, puesto que controlaban armas y gestionaban, por medio de la colectivización, gran cantidad de centros de producción. Es en este contexto cuando la Generalidad constituirá el Comité Central de Milicias Antifascistas que coordinará los diferentes Comités de Milicias Antifascistas (uno en cada pueblo de Cataluña) para defender la República. En estos comités formaban parte la CNT-FAI, Unión de Rabassaires, POUM, PSUC, Acción Catalana, ERC.
Se llevarán a término entonces las colectivizaciones de empresas en toda Cataluña.
Será de tal magnitud esta revolución que la Generalidad elabora el Plan de transformación socialista del país donde se encuentra el Decreto de Colectivizaciones.
El decreto de colectivizaciones y control obrero fue uno de los objetivos del gobierno de la Generalidad de Cataluña a raíz del inicio de la Guerra Civil Española que fijó las bases de una socialización de la economía por la cual los trabajadores participaban directamente de la gestión de sus empresas y, además, indirectamente, del organismo regulador de la actividad económica a través de la elección de delegados en el Consejo de Economía de Cataluña.
Los criterios que estableció el decreto fueron los siguientes:
- Las empresas que tenían más de 100 trabajadores, las que estaban abandonadas por sus propietarios o aquellas los patrones de las cuales hubieran sido declarados facciosos por los Tribunales Populares, tenían que ser colectivizadas obligatoriamente.
- Las empresas que contaban entre 50 y 100 trabajadores eran colectivizadas si al menos tres cuartas partes de los trabajadores lo acordaban.
- Las empresas de menos de 50 obreros quedaban bajo el control de su propietario, pero eran fiscalizadas por un consejo obrero con un número de representantes de cada sindicato proporcional a sus afiliados. Recuerdan a los  comités de empresa actuales. Los consejos obreros velaban por el cumplimiento de las condiciones laborales acordadas (control laboral), revisaban el flujo de dinero (control administrativo), y finalmente también tenían por función controlar y mejorar la producción (control de producción).
- Las empresas que considerara la Consejería de Economía que conviniera sustraerlas de la acción de la empresa privada.

Los más perjudicados fueron, sin duda, los grandes propietarios, mientras que los pequeños empresarios conservaron sus fábricas, si bien controladas por los obreros. Los problemas que tuvieron las industrias fueron los de una economía de guerra: carencia de primeras materias que se obtenían de la España en manos de los franquistas, escasez de combustible, bloqueo a las exportaciones y represalias de compañías extranjeras que habían sufrido la colectivización de sus empresas en Cataluña.
Los resultados de las colectivizaciones fueron irregulares: algunos sectores, como el metal y el químico, actuaron con eficacia, mientras que otras ramas industriales tropezaron debido al intervencionismo de los consejos obreros o la carencia de experiencia de sus gestores. Otros sectores reconvirtieron sus empresas para surtir al ejército (como los Almacenes Santa Eulalia que pasaron a confeccionar uniformes militares).
En el campo catalán, los labradores propietarios formaron parte de forma obligatoria de la Federación de Sindicatos Agrícolas de Cataluña (FSAC) a la cual tenían que vender sus cosechas, al precio indicado por la consejería de Agricultura, y a cambio la FSAC los proveía, a precios razonables, de los productos de primera necesidad que necesitaban. Aun así, los labradores sólo vendían una parte de su cosecha y la otra la reservaban o la vendían en el mercado negro, donde se pagaban mejores precios debido a la escasez que  había.
El número de colectivizaciones efectuadas al campo fue relativamente pequeño y en ningún momento no alteraron la estructura de la propiedad. 